# کانال کلسیمی
کانال کلسیمی، یک کانال یونی است که نفوذپذیری انتخابی به یون‌های کلسیم دارد. این واژه، گاهی مترادف با کانال‌های کلسیمی ولتاژی مورد استفاده است، هرچند که کانال‌های کلسیمی لیگاندی نیز در سلول‌ها وجود دارند. کانال‌های کلسیمی لیگاندی و ولتاژی، به ترتیب، به اتصال لیگاندهای مختلف و ولتاژهای مختلف، واکنش نشان داده و باز و بسته می‌شوند.

## مقایسه
در جدول‌های زیر، نوع دریچه‌ها، نام ژن‌های مرتبط، مکان دریچه‌ها در بافت‌ها و عملکرد انواع مختلف کانال‌های کلسیمی ولتاژی و لیگاندی مقایسه شده‌اند.

### کانال‌های ولتاژی
| نوع                                                     | ولتاژ                         | زیرواحدها                          | نوع بافت |
| کانال کلسیمی نوع L (دارای ماندگاری طولانی و گیرنده DHP) | HVA (فعال‌شونده در ولتاژ بالا) | α 2 δ، β، γ                        | ماهیچه‌های اسکلتی، ماهیچه‌های صاف، استخوان‌ها (استئوبلاست‌ها)، میوسیت‌های بطنی در قلب ** (مسئول ایجاد پتانسیل عمل طولانی‌مدت در سلول‌های قلبی؛ که گیرنده‌های DHP نامیده می‌شوند)، دندریت‌ها و خارهای دندریتیک نورون‌های قشر مغز |
| کانال کلسیمی نوع P (پورکنژ) و کانال کلسیمی نوع Q        | HVA (فعال‌شونده در ولتاژ بالا) | α 2 δ، β، γ احتمالاً                | سلول‌های پورکنژ در مخچه / سلول‌های گرانولی مخچه |
| کانال کلسیمی نوع N                                      | HVA (فعال‌شونده در ولتاژ بالا) | α 2 δ / β 1، بتا 3، β 4، احتمالاً γ | در سراسر مغز و دستگاه عصبی پیرامونی |
| کانال کلسیمی نوع R                                      | فعال‌شونده در ولتاژ متوسط      | α 2 δ، β، γ احتمالاً                | سلول‌های گرانولی مخچه، سایر نورون‌ها |
| کانال کلسیم نوع T ("گذرا")                              | فعال‌شونده در ولتاژ پایین      |                                    | نورون‌ها، سلول‌هایی که دارای فعالیت ضربان‌ساز هستند، استخوان (استئوسیت‌ها)، تالاموس |

### کانال‌های لیگاندی
- کانال‌های کلسیمی که توسط گیرنده کار می‌کنند. (در انقباض عروق)
  - گیرنده‌های P2X

| نوع                    | لیگاند | ژن                  | محل                                | عملکرد                                                                                   |
| گیرندهٔ هIP3            | IP3 | ITPR1، ITPR2، ITPR3 | شبکه آندوپلاسمی / شبکه سارکوپلاسمی | به عنوان مثال، کلسیم را از ER/SR در پاسخ به IP3 آزاد می‌کند گیرنده جفت‌شونده با پروتئین جی |
| گیرنده ریانودین        | گیرنده‌های دی هیدروپیریدینی در لوله‌های T و افزایش کلسیم داخل سلولی (Calcium Induced Calcium Release - CICR) | RYR1، RYR2، RYR3    | شبکه آندوپلاسمی / شبکه سارکوپلاسمی | انتشار کلسیم ناشی از کلسیم در میوسیت‌ها                                                   |
| کانال دومنفذه          | نیکوتینیک اسید آدنین دی‌نوکلئوتید فسفات (NAADP)                                                             | TPCN1، TPCN2        | غشاهای اندوزومی/لیزوزومی           | انتقال کلسیم فعال شده توسط NAADP از طریق غشاهای اندوزومی/لیزوزومی                        |
| کانال‌های کاتیونی اسپرم | (CICR) | خانواده PKD2        | اسپرم (به‌ویژه در بخش تاژک)         | کانال کاتیونی غیرانتخابی فعال‌شده با کلسیم هدایت کننده اسپرم در دستگاه تناسلی ماده        |
| کانال‌های ذخیره‌ای       | به‌طور غیرمستقیم با کاهش کلسیم شبکه آندوپلاسمی / شبکه سارکوپلاسمی                                           | ORAI1، ORAI2، ORAI3 | غشای پلاسمایی                      | سیگنال‌دهی کلسیم به سیتوپلاسم را فراهم می‌کند.                                             |

## فارماکولوژی

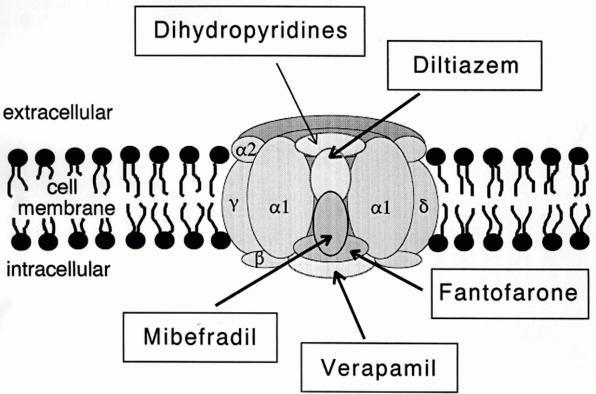
تصویری از محل‌های اتصال داروهای مختلف آنتاگونیست در کانال کلسیم نوع L.

داروهای مسدودکننده کانال کلسیم نوع L برای درمان فشار خون بالا استفاده می‌شوند. در بیشتر نواحی بدن، دپلاریزاسیون با سرازیر شدن سدیم به داخل سلول‌ها انجام می‌شود.
داروهای مسدودکننده کانال کلسیم نوع T برای درمان صرع استفاده می‌شوند. افزایش هدایت کلسیم در یاخته‌های عصبی منجر به افزایش دپلاریزاسیون و تحریک‌پذیری می‌شود و این اتفاق، منجر به افزایش دفعات حملات صرع می‌شود. مسدودکننده‌های کانال‌های کلسیمی، هدایت کلسیم در یاخته‌های عصبی را کاهش داده و احتمال بروز و دفعات حملات صرع، کاهش می‌یابد.